# Jerzy Aleksandrowicz
Pour les articles homonymes, voir Aleksandrowicz.
Jerzy Aleksandrowicz, né le 7 juillet 1936 à Cracovie et mort le 17 octobre 2018 à Cracovie, est un psychiatre polonais, professeur au Collegium medicum de Cracovie jusqu'en 1993.

## Biographie
Jerzy W. Aleksandrowicz exerce comme psychiatrie en Pologne.
Il est le fils d'un hématologue cracovien, Julian Aleksandrowicz et fait ses études de médecine à l'Académie de médecine de Cracovie (alors séparée de l'université) et des études de philosophie à l'université Jagellonne de Cracovie.
Après un séjour à Strasbourg en 1966, il joue un rôle charnière dans l'introduction de la psychiatrie française en Pologne[réf. souhaitée]. Il contribue à faire connaître les théories du psychanalyste Jacques Lacan dans son pays, notamment. par la traduction de certains de ses ouvrages.
Il a été président du Bureau de l'Association polonaise de psychiatrie (Polskie Towarzystwo Psychiatryczne) et du tribunal arbitral (sąd koleżeński). Il est membre de l’Association franco-polonaise de psychiatrie qu'il préside en 2002.

## Publications
- Psychoterapia medyczna : teoria i praktyka, Wydawn. Lekarskie PZWL, 1996  (ISBN 83-200-1974-5 et 978-83-200-1974-2)
- Psychopatologia nerwic 2005
- Psychopatologia nerwic : propedeutyka patologii, diagnostyki i terapii psychogennych schorzeń funkcjonalnych 1re édition : Akademia Medyczna im. M. Kopernika, Cracovie, 1982
- Zaburzenia nerwicowe, zaburzenia osobowości i zachowania dorosłych (według ICD-10) : psychopatologia, diagnostyka, leczenie
- World Congress of the World Association for Dynamic Psychiatry,
- Psychoterapia : poradnik dla pacjentów, 1993, WUJ, 2004  (ISBN 83-233-1890-5)
- Psychoterapia : podręcznik dla studentów, lekarzy i psychologów
- Nerwice i choroby psychosomatyczne, PAN, 1971
- Nerwice: psychopatologia i psychoterapia, Państ. Zakład Wydawnictw Lekarskich, 1988  (ISBN 83-200-1310-0 et 978-83-200-1310-8)
- Psychopatologia zaburzeń nerwicowych i osobowości, WUJ, 2002  (ISBN 83-233-1529-9)
- Lehrbuch der inneren Medizin
- International Symposium of German Academy of Psychoanalysis
- Hipnoza, 1973

## Distinctions
- Officier de l'ordre Polonia Restituta (ordre de la Renaissance de Pologne)
- Chevalier de l'ordre national du Mérite (décret du 8 avril 2005) (France)